# Новогутово
Новогутово — деревня в Барабинском районе Новосибирской области. Входит в состав Щербаковского сельсовета.

## География
Площадь деревни — 50 гектар

## История
Основана в 1675 г. В 1926 году состояла из 149 хозяйств, основное население — русские. Центр Ново-Гутовского сельсовета Барабинского района Барабинского округа Сибирского края.

## Население
| 1926 | 2002 | 2007 | 2010 |
| ---- | ---- | ---- | ---- |
| 799  | ↘144 | ↗151 | ↘134 |

## Инфраструктура
В деревне по данным на 2007 год функционируют 1 учреждение здравоохранения.